# Richard Blanshard

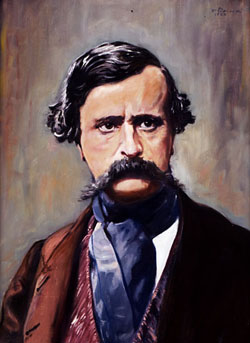
Richard Blanshard

Richard Blanshard (* 19. Oktober 1817 in London; † 5. Juni 1894 ebenda) war ein britischer Rechtsanwalt. Von 1849 bis 1851 war er der erste Gouverneur der Kolonie Vancouver Island.

## Biografie
Der Sohn eines wohlhabenden Londoner Kaufmanns studierte Recht an der University of Cambridge und erhielt 1844 die Zulassung als Rechtsanwalt. Er diente in Britisch-Indien in der Armee und war 1848/49 am Zweiten Sikh-Krieg beteiligt. Nach London zurückgekehrt, sicherte er sich im Juli 1849 durch persönliche Beziehungen die Ernennung zum ersten Gouverneur der neu gegründeten Kolonie Vancouver Island im Westen von Britisch-Nordamerika. Im März 1850 traf er in Victoria ein.
Blanshard konnte während seiner kurzen Amtszeit keinerlei Akzente setzen. Grund dafür war der große Einfluss von James Douglas, dem autokratisch auftretenden Leiter der dortigen Niederlassung der Hudson’s Bay Company (HBC). Es gab keine Zivilverwaltung, keine Polizei, keine Miliz und fast jeder britische Kolonist auf Vancouver Island war ein Angestellter der HBC. Blanshard musste feststellen, dass das Unternehmen alle Bereiche des Lebens kontrollierte und Douglas praktisch die gesamte Macht besaß. Er musste auf die Einberufung einer gesetzgebenden Versammlung verzichten, da kaum jemand die notwendigen Voraussetzungen (beispielsweise Landbesitz) erfüllte, um wählbar zu sein.
Zwischen Blanshard und Douglas kam es unweigerlich zu Kompetenzstreitigkeiten. Nur im Rechtswesen hatte der Gouverneur relativ freie Hand. Im Juni 1850 erteilte er John Sebastian Helmcken den Auftrag, unter den Arbeitern einer Kohlengrube bei Fort Rupert für Ruhe zu sorgen, die ihren Vertrag brechen und sich nach Kalifornien absetzen wollten, um dort nach Gold zu suchen. Zudem fühlten sie sich durch die einheimischen Kwakiutl bedroht. Helmcken konnte keine Einigung erzielen und als Blanshard selbst nach dem Rechten schauen wollte, fand er die Siedlung verlassen vor. Einige Arbeiter waren von den Kwakiutl getötet worden, so dass er das Niederbrennen eines ihrer Dörfer anordnete. Seine Vorgesetzten rügten Blanshards Vorgehen.
Das Fehlen jeglichen Einflusses, mangelnde Kooperation seitens der HBC-Verantwortlichen und gesundheitliche Probleme bewogen Blanshard im September 1851 dazu, seinen Gouverneursposten aufzugeben. James Douglas trat seine Nachfolge an. Auf seiner Rückkehr nach Großbritannien erlitt Blanshard bei der Querung des Isthmus von Panama Schiffbruch auf dem Río Chagres und verlor fast sein gesamtes Gepäck. Er strebte keine weiteren Ämter an und erbte einige Jahre später von seinem Vater Landsitze in den Grafschaften Hampshire und Essex.

## Ehrungen
Am 30. Mai 1951 ehrte die kanadische Regierung, vertreten durch den für das Historic Sites and Monuments Board of Canada zuständigen Minister, Blanshard und erklärte ihn zu einer „Person von nationaler historischer Bedeutung“.